# Azzas 2154
A Azzas 2154 é uma empresa brasileira especializada nos setores vestuário e calçadista. Fundada em 2024, é resultado da fusão da fusão entre Arezzo&Co e Grupo Soma.

## Histórico

### Hering
A Hering foi fundada pelos irmãos alemães Bruno e Hermann Hering em 1880, a Cia. Hering é uma das mais antigas companhias brasileiras ainda em atividade. Tendo iniciado atividades de venda para lojas terceiras, ao passar dos anos, a área de atuação foi expandida para o varejo e o sistema de franquias. Hering é a palavra alemã que designa o arenque, daí o logotipo da companhia ser composto de dois peixinhos, um simbolizando cada irmão.

### Arezzo
Em 1972, a Arezzo foi fundada em Belo Horizonte por Anderson Birman e Jefferson Birman, inicialmente produzindo sapatos masculinos. Em 1978, foi lançada a sandália anabela revestida de juta e com cabedal em atanado. Em 1986, a empresa deu início ao sistema de franquias, espalhando-se pelo território nacional.
Em 1995, Alexandre Birman criou a própria grife, a Schutz.
Em 2004, lançou a meta “Arezzo rumo a 2154”, que se tornou um mantra da empresa.
No mesmo ano, foi criada, no Rio de Janeiro, a Reserva, marca de alta moda e streetwear brasileira, pelos sócios e amigos de infância Rony Meisler e Rafinha.
Em novembro de 2007, a Tarpon Investimentos comprou 25% do capital da Arezzo, que se fundiu com a Schutz, formando a Arezzo&Co.
Em 2011, promoveu um IPO (Initial Public Offering) na Bolsa de Valores de São Paulo, captando R$ 565,8 milhões. 
Em 2012, a Arezzo abriu sua primeira loja em Nova York na Madison Square.
Em 2019, tornou-se distribuidora exclusiva da Vans no Brasil.
Em 2020, a companhia comprou a Reserva por por R$ 715 milhões, passando a se chamar AR&CO.
Em fevereiro de 2023, a Arezzo&Co anunciou sua primeira aquisição internacional ao comprar a grife italiana Paris Texas.

### Grupo Soma
Em 1991, os irmãos Claudia, Gisella e Roberto Jatahy criaram a grife Animale.
Em 1997, foi criada a Farm na Babilônia Feira Hype, no Rio de Janeiro, por Kátia Barros e Marcello Bastos
Em 2010, ocorreu a fusão entre a Farm e a Animale, dando origem ao Grupo Soma.
Em 2017, foi criada a Off Premium.
Em 2019, a Farm abriu sua primeira loja em Nova York, dando origem à Farm Global.
Em fevereiro de 2020, o grupo Soma comprou a Maria Filó.
Em julho de 2020, o grupo Soma realizou seu IPO na B3, movimentando R$ 1,823 bilhão.
Em 2021, o grupo adquiriu o controle da Cia. Hering e todas as suas marcas. 

### Fusão
Em agosto de 2024, foi concluída a fusão entre Arezzo&CO e Soma, formando a Azzas 2154.
A nova empresa é formada por 34 marcas e tem cerca 2.000 lojas, sendo 1.500 franquias.